# Anders Zorn

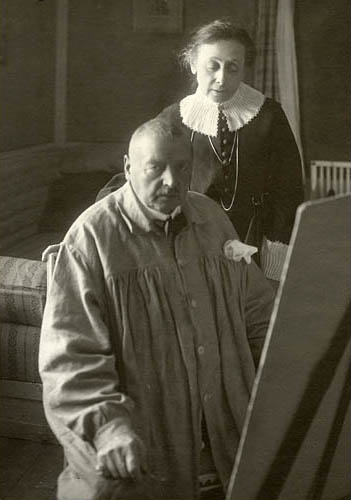
Anders Zorn und seine Frau Emma im Atelier

Anders Leonard Zorn (* 18. Februar 1860 in Yvraden bei Mora; † 22. August 1920 in Mora) war ein schwedischer Maler, Radierer, Grafiker und Bildhauer.

## Leben und Werk

### Kindheit

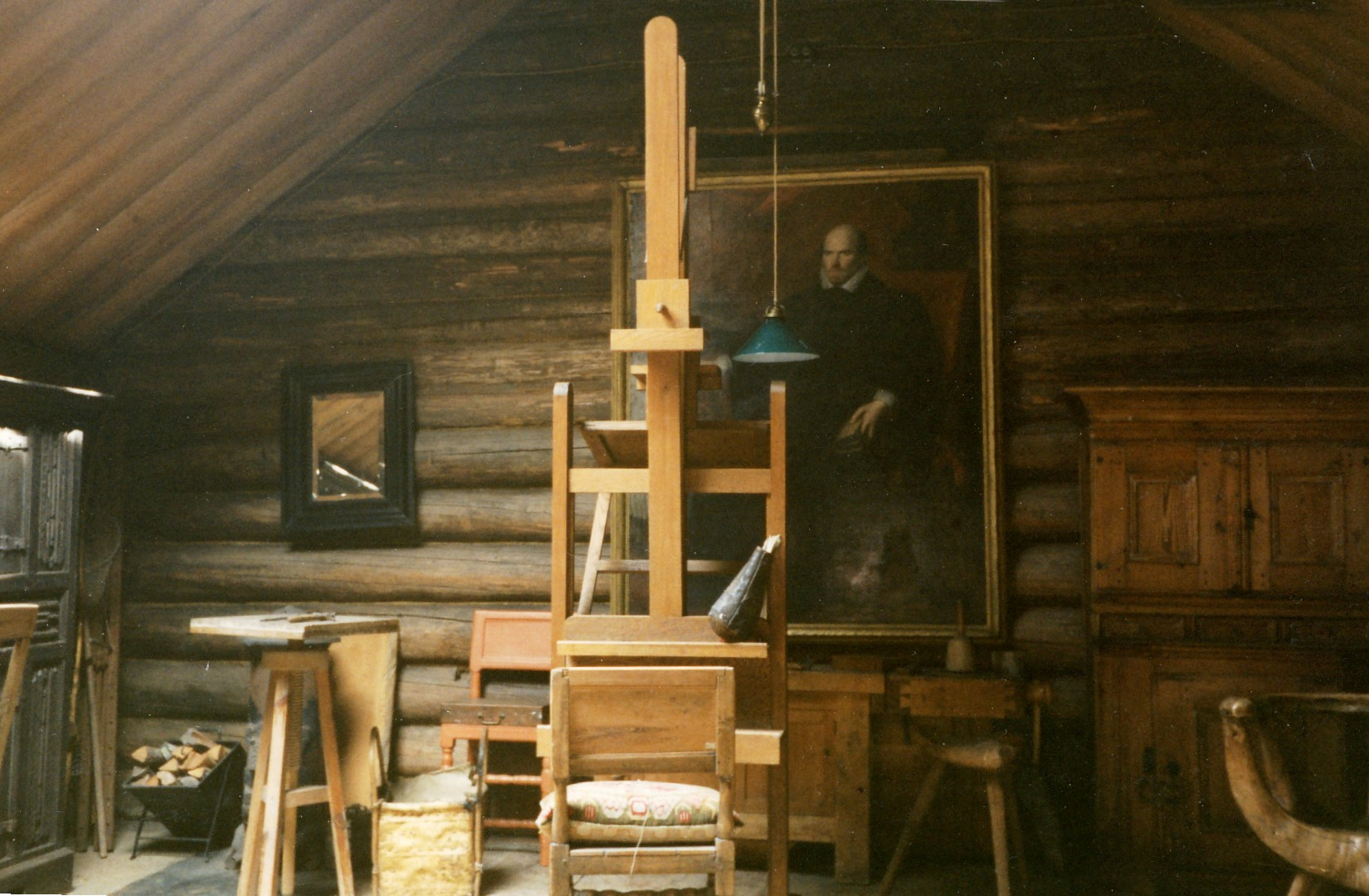
Anders Zorns Atelier in Mora

Anders Zorn wurde 1860 als Anders Leonardsson in Yvraden bei Mora geboren. Sein Vater, Johann Leonhard Zorn, war ein deutschstämmiger Brauer aus Reichenberg, seine Mutter, Grudd Anna Andersdotter, arbeitete als Saisonkraft in Uppsala. Zorns Eltern hatten sich in einer Brauerei in Uppsala, in der beide zu dieser Zeit arbeiteten, kennengelernt. Die Beziehung war kurz, von einer Heirat nie die Rede, und Zorn lernte seinen Vater (der 1872 in Helsinki starb) nie kennen. Trotzdem entschied er sich später, dessen Nachnamen anzunehmen.
Da seine Mutter wegen ihrer Arbeit in Uppsala keine Zeit für ihren Sohn hatte, wuchs Zorn zunächst auf dem Hof seiner Großeltern in Yvraden auf. Schon bald zog er um nach Enköping, um dort seine Schulausbildung zu beginnen. Sein Lehrer bemerkte schon früh das außergewöhnliche künstlerische Talent des jungen Zorn. Er zeichnete Bleistift-Skizzen seiner Mitschüler, Bilder von Enköping, und fertigte einige bemerkenswerte Holzschnitte von Menschen und Pferden an, von denen viele heute im Zornmuseet in Mora ausgestellt sind.

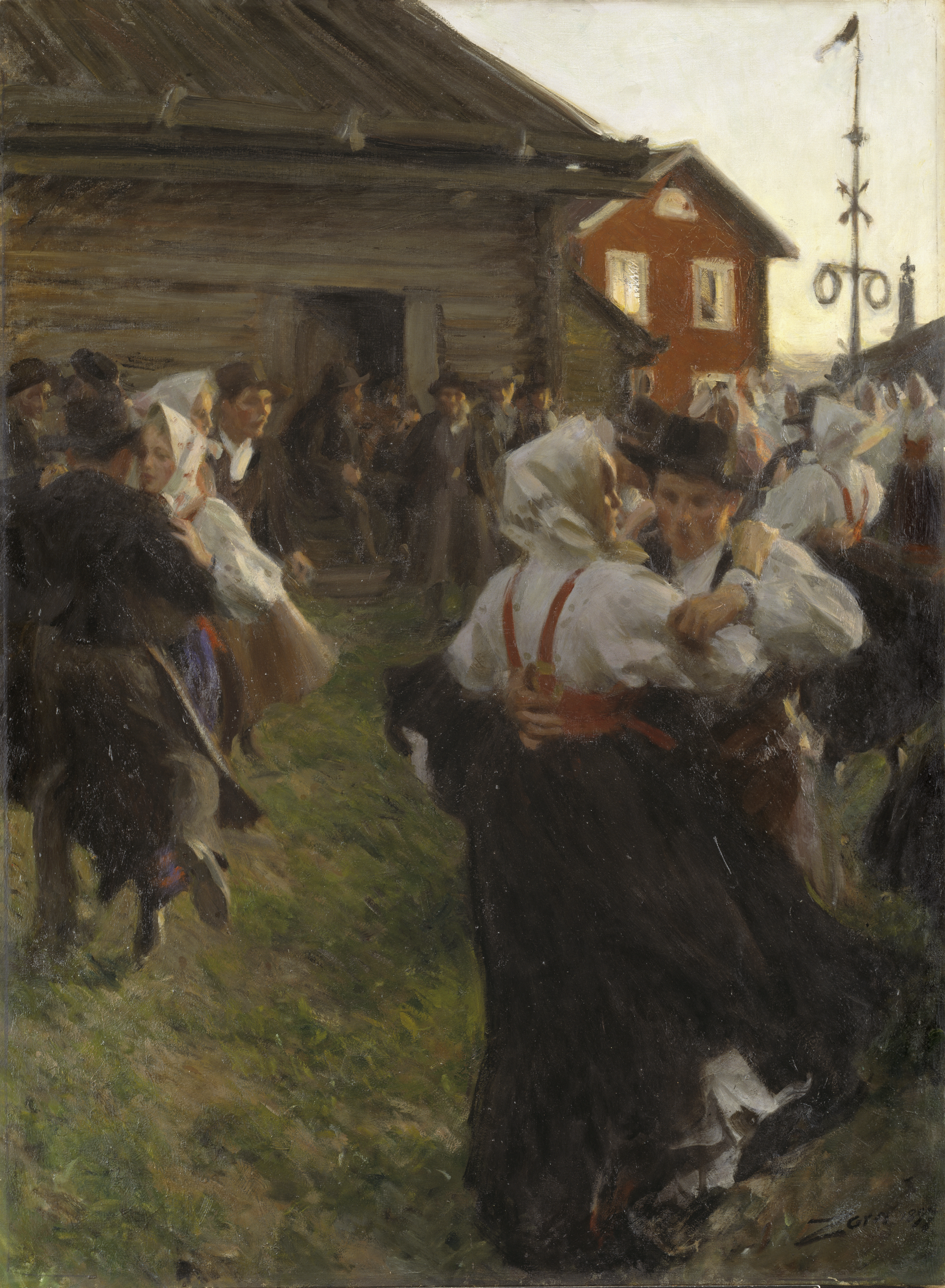
Schwedischer midsommar (1897)

### Studium
1875 begann Zorn im Alter von 15 Jahren ein Kunststudium an der Königlichen Akademie der Künste in Stockholm, welches er sich, aus armem Hause stammend, nur durch das kleine Erbe seines Vaters und durch die Unterstützung der deutschen Brauerei-Gesellschaft in Stockholm leisten konnte.
Nachdem Zorn sich anfänglich noch mit der Holzbearbeitung befasst hatte, konzentrierte er sich bald – möglicherweise beeinflusst durch den Besuch einer Gedenk-Ausstellung für den kurz zuvor gestorbenen Egron Sellif Lundgren – auf das Malen mit Wasserfarben. Bei einer studentischen Ausstellung im Jahr 1880 präsentierte er sein erstes bedeutendes Aquarell, „In Trauer“ (I sorg), das ihm hohe Anerkennung in der Kunstszene brachte. Er machte sich schnell einen Namen als guter Porträt-Zeichner und bekam in der Folgezeit viele Aufträge von reichen schwedischen Familien. Bei einem dieser Aufträge lernte er Emma Lamm kennen, die Tochter einer wohlhabenden jüdischen Familie. Die beiden verlobten sich im Juni 1881. Emma Lamms Familie mochte den jungen Mann, doch die finanzielle Lage des jungen Künstlers erlaubte es ihm nicht, eine Familie zu ernähren; eine Heirat kam deshalb zu diesem Zeitpunkt noch nicht in Frage.

### Reisen
Um sein Studium fortzusetzen und genug Geld für den Unterhalt einer Familie zu verdienen, verließ Zorn seine schwedische Heimat. Während der vier Jahre, die er hauptsächlich in England und Spanien verbrachte, konnte er seinen Stil deutlich verbessern. Er wendete viel Zeit für das Studium der Bewegung und Reflexionen von Wasseroberflächen auf. Mit diesen neuen Kenntnissen schuf er später Werke wie „Sommer-Vergnügen“ (Sommarnöje). In Madrid entstand 1883 auch sein Werk „Liebes-Nymphe“ (Kärleksnymf), welches ihm endgültig seinen Ruf als renommierter Künstler sicherte. Die bildliche Darstellung nackter Frauen beeinflusste auch den Maler Brynolf Wennerberg. Er bekam Aufträge von verschiedenen Mitgliedern des portugiesischen und spanischen Adels, wovon er nicht nur künstlerisch, sondern auch finanziell profitierte.
Nach seiner Rückkehr nach Schweden heiratete Zorn im Herbst 1885 Emma Lamm. Auf der Hochzeitsreise nach Ungarn und in die Türkei erkrankte Zorn in Konstantinopel schwer an einem Typhus-Fieber. Erst drei Monate später hatte er sich wieder so weit erholt, dass das Paar seine Reise fortsetzen konnte. Von Schweden aus unternahm Zorn viele weitere Reisen nach Spanien, Nordafrika und England. 1888 präsentierte er im Pariser Salon sein Werk „Fischer in St. Ives“ (Fiskare i Saint Ives) sowie die Porträts der Ballett-Tänzerin Rosita Mauri und des Journalisten Antonin Proust, welche ihm beachtlichen Erfolg einbrachten.

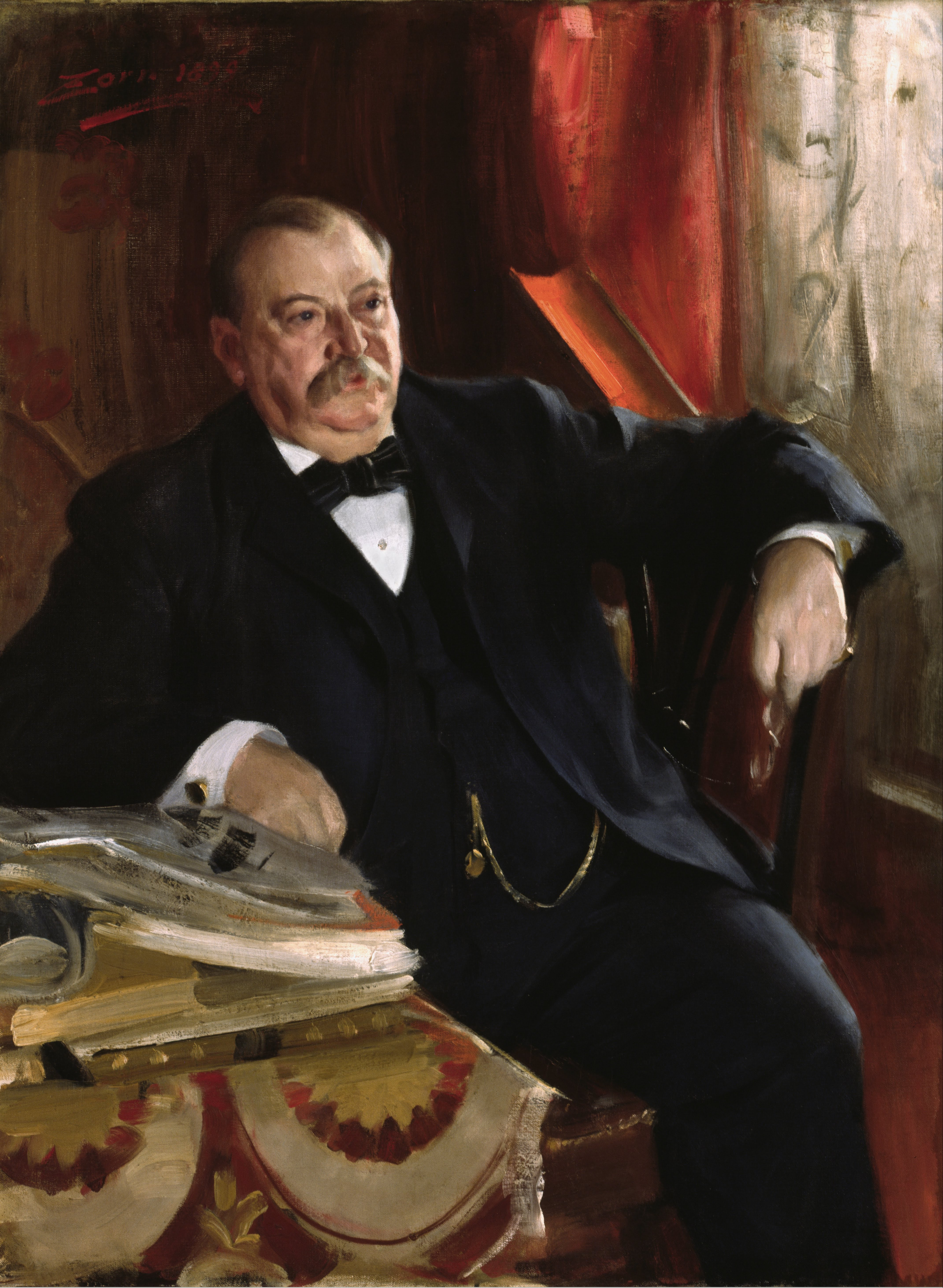
Anders Zorn: Grover Cleveland (1899)

Ab den 1890er Jahren bemühte Zorn sich darum, auch den deutschen Kunstmarkt von seinen Werken zu überzeugen. Im Jahr 1890 erhielt er einen Auftrag vom Direktor der Hamburger Kunsthalle, Alfred Lichtwark, ein Aquarell mit einem Hafenmotiv zu fertigen, das Lichtwark in seine „Sammlung von Bildern aus Hamburg“ aufnehmen wollte. Das Bild Hamburger Hafen wurde 1891 fertiggestellt, aber erst ab 1901 in der Hamburger Kunsthalle ausgestellt. Es waren Zorns Radierungen, die bereits 1892 in zwei Ausstellungen in Hamburg gezeigt wurden und die ihm in Deutschland zum Durchbruch verhalfen. Der Hamburger Hafen war Lichtwarks einziger Gemäldeauftrag an Zorn, aber bis zu seinem Tod kaufte er insgesamt 42 Radierungen beim Künstler für die Hamburger Kunsthalle. Weitere Ausstellungen folgten, vor allem in Berlin, Dresden und München, so dass Zorn auf diese Art und Weise in Deutschland bekannt wurde.
1893 begann Zorn, Werke im Auftrag von Großindustriellen und Politikern in den USA zu fertigen. In dieser Zeit schuf er unter anderem ein bekanntes Porträt des 22. und 24. Präsidenten der Vereinigten Staaten, Grover Cleveland, sowie des 27. Präsidenten William Howard Taft. 1896 erhielt er auf der Internationalen Kunstausstellung in Berlin eine Große Goldmedaille. Im selben Jahr vollendete er die Porträts von Martha und Max Liebermann.
Später kehrte Zorn nach Schweden zurück und malte hauptsächlich Landschaftsbilder und Akte. Er beschäftigte sich ebenfalls wieder mit der Bildhauerei und schuf Skulpturen wie „Nymphe und Faun“ (Nymf Och Faun) oder eine Statue von Gustav Vasa.
Anders Zorn starb 1920 im Alter von 60 Jahren in Mora.

## Anders und Emma Zorn als Mäzene
Der aus einfachen Verhältnissen stammende Anders Zorn verfügte dank seiner Einkünfte als Porträtmaler seit den 1890er Jahren über ein erhebliches Vermögen. Als Mäzen unterstützte er bereits zu Lebzeiten – teilweise gemeinsam mit seiner Frau Emma – vor allem soziale und kulturelle Institutionen. So überließ er dem Nationalmuseum in Stockholm 1896 das Gemälde Der Birnenschäler von Édouard Manet, das er von dem Sänger Jean-Baptiste Faure geschenkt bekommen hatte. Das Werk bildete den Grundstock zur Impressionistensammlung des Museum. Vom selben Künstler stiftete Zorn 1903 und 1905 eine Sammlung mit Grafiken. Hinzu kamen 1900 eine Radierung von Norbert Gœneutte sowie 1900 und 1903 eine Reihe weiterer Radierungen von Henri Guérard. Zudem schenkte er dem Museum 1899 das Gemälde Der französische Künstler Claude Joseph Vernet von Alexander Roslin. Sein eigenes Gemälde Jahrmarkt in Mora schenkte er 1905 seiner Heimatstadt. In Mora war Zorn 1907 Initiator und Stifter der örtlichen Folkhögskola (Volkshochschule). Zudem finanzierte er 1917 ein Gebäude für das Kinderheim in Mora. Im Bereich der Wissenschaftsförderung spendeten Zorn und seine Frau Emma 1916 für das Carl-Larsson-Stipendium der Kunstakademie 40.000 Kronen. 1920 gaben die Zorns der Stockholmer Hochschule 160.000 Kronen zur Schaffung einer Professur für schwedische und vergleichende Kunstgeschichte. Als 1919 in der Stockholmer Altstadt das historische Gebäude mit dem Restaurant Den Gyldene Freden abgerissen werden sollte, kaufte Zorn das Haus, da die Gaststätte eng mit dem schwedischen Nationaldichter Carl Michael Bellman verbunden ist. Zorn ließ das Haus durch den Architekten Torsten Stubelius restaurieren und schenkte es der Schwedischen Akademie. Anders und Emma Zorn riefen 1920 zudem den Bellman-Preis für Literatur ins Leben. Darüber hinaus unterstützte Zorn die Schweden-Amerika-Stiftung und die Landsmannschaft Västmanland-Dalarna der Universität Uppsala und stiftete den schwedischen Streitkräften mehrere Flugzeuge. Das kinderlose Paar Anders und Emma Zorn verfügten in ihrem gemeinsamen Testament, dass der Großteil ihres Besitzes nach dem Tod an den schwedischen Staat gehen sollte. Aus diesem Nachlass gingen 1942 die Zornsamlingarna (Zornsammlungen) hervor, in denen das kulturelle Erbe der Zorns museal bewahrt wird. Hierzu gehören das 1939 in Mora eröffnet Zornmuseet mit der Kunstsammlung der Zorns, das ehemalige Wohnhaus Zorngården, das Freilichtmuseum Zorns Gammelgård mit dem später angegliederten Textilmuseum und Zorns ehemaliges Wildnisatelier Gopsmor.

## Verfilmung
Das Leben von Anders Zorn zu Beginn des 20. Jahrhunderts wurde 1994 im schwedischen Film Zorn mit Gunnar Hellström, Linda Kozlowski und Liv Ullmann in den Hauptrollen dargestellt.

## Ehrungen
- Große Goldmedaille auf der Internationalen Kunstausstellung in Berlin (1896)
- Mitglied der Ehrenlegion (Ritter) (1889)